# Gorely
De Gorely (Russisch: Горелый), ook Gorelygebergte (Горелый хребет; Gorely chrebet) genoemd, is een actieve vulkaan in het zuidelijk deel van het Russische schiereiland Kamtsjatka, op ongeveer 75 kilometer ten zuidwesten van de stad Petropavlovsk-Kamtsjatski. De vulkaan vormt onderdeel van de oostelijke ring van vulkanen, waartoe ook de Moetnovski, Asatsja en Opala behoren, en bestaat uit vijf overlappende stratovulkanen. Het is een van de meest actieve vulkanen van het zuidelijk deel van Kamtsjatka.
Gorely vormt een grote oude schildachtige vulkaan, waarvan de caldera, die een afmeting heeft van 10 bij 13 kilometer, ongeveer 38.000 tot 40.000 jaar geleden werd gevormd, waarmee een uitbarsting van ongeveer 100 kubieke kilometer tefra gepaard ging. De vulkaan barstte uit in 1981 en van 1984 tot 1986. Meestal ging het hierbij om uitbarstingen van andesiet en andesiet-basalt met een typische kracht van VEI 2 tot 3. De uitbarstingen van 1929 tot 1931 werden gekenmerkt door krachtige explosies en asregens tot in Petropavlovsk-Kamtsjatski. In 2010 was er opnieuw een kortstondige periode van vulkanische activiteit, waarbij een nieuw eruptiekanaal ontstond in het zuidoosten van de krater, die ervoor zorgde dat het waterniveau in het in 1978 gevormde meer in de krater sterk daalde.
In de vulkaan kunnen verschillende complexen worden onderscheiden:
- oude pre-Gorelyvulkaan met een diameter van 20 tot 25 kilometer;
- een caldera met een diameter van ongeveer 12 kilometer;
- een dikke bedding van ignimbrieten met een volume van 100 km³;
- een aantal slakkenkegels van na de caldera-uitbarsting;
- de "jonge Gorely", bestaande uit 3 overliggende kegels en 11 bijbehorende kraters, die een in noordwest-zuidoostrichting liggende rug van caldera's vormen. De kraters bevatten zuurmeren. Aan de noordwestzijde bevinden zich fumaroles;
- een complex van ongeveer 40 hedendaagse kegels op de hellingen van de Gorely.

## Externe link

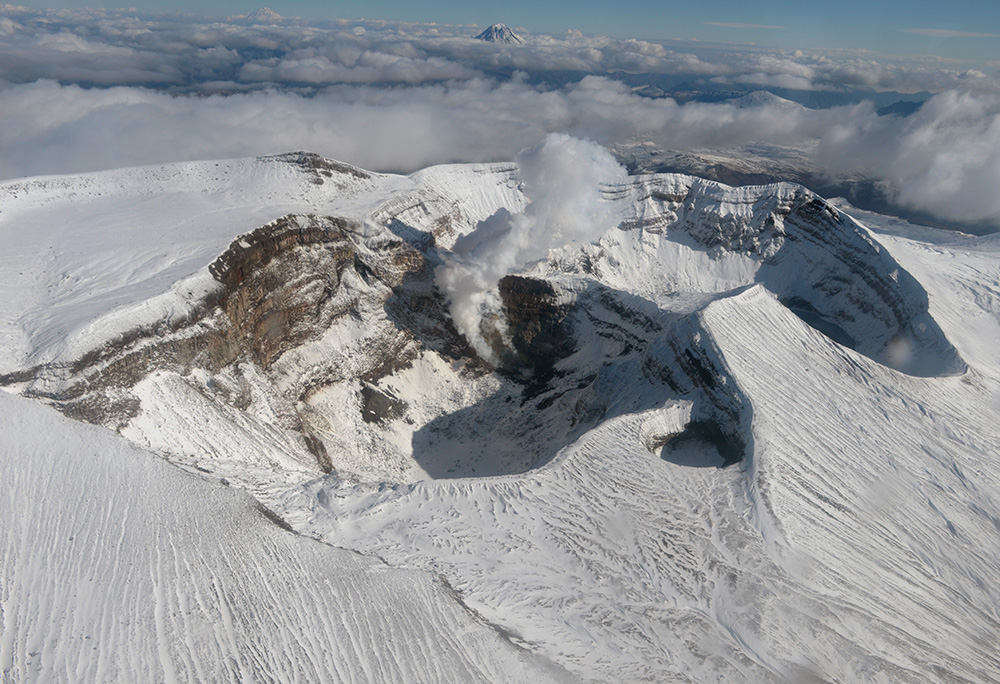
De vulkaan in 2012